# XT3

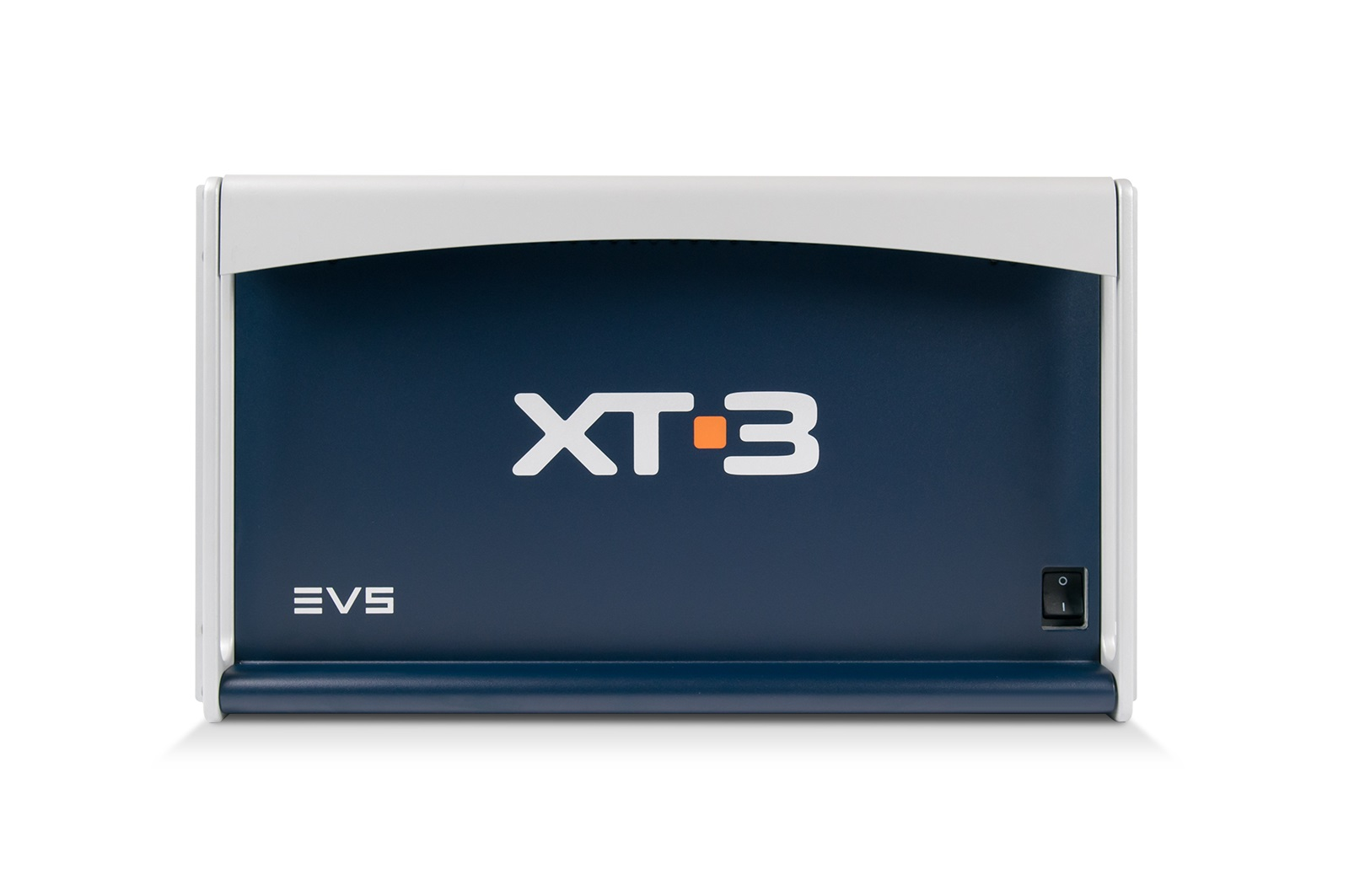
Uno XT3

Uno XT3 è un video server dedicato al broadcasting. È prodotto dall'azienda belga EVS Broadcast Equipment.
Viene usato per la registrazione/riproduzione di contenuti Audio/Video professionali e del loro trattamento: replay istantanei, diffusione istantanea di immagini, miglioramento di contenuto con aggiunto di metadati. Possiede fino a 12 canali SD/HD e fino a 6 canali 3D/1080p (3G o dual link).
Questo server è stato premiato da vari premi internazionali.
L'XT3 è usato in eventi sportivi come la: FIFA World Cup, la IFAF World Cup, MotoGP, dalla BBC Football Programmes e nei Giochi olimpici. Viene usato anche per gli eventi in studio dalla NBC, Sky, France 2 e CCTV e altri.
In combinazione con lo Multicam(LSM) viene usato in quasi tutte le Regie televisive dello sport del mondo.